# Platygaster similis
Platygaster similis är en stekelart som beskrevs av Macgown 1974. Platygaster similis ingår i släktet Platygaster och familjen gallmyggesteklar. Inga underarter finns listade i Catalogue of Life.